# L’Immortale – Der Unsterbliche
L’Immortale – Der Unsterbliche (Originaltitel: L’immortale) ist ein italienischer Film von Marco D’Amore und stellt ein Spin-off der Sky-Italia-Serie Gomorrha dar. Trotz eigenständiger Handlung bildet der Film eine Brücke zwischen der dritten und vierten Staffel der Mutterserie.
Die Premiere des Films erfolgte am 5. Dezember 2019 in den italienischen Kinos. In Deutschland erschien der Film ab dem 23. Dezember 2021 direkt per VoD auf Sky Atlantic.

## Handlung
Die Handlung des Films knüpft an die Geschehnisse der letzten Episode der dritten Staffel von Gomorrha an, in der Gennaro „Genny“ Savastano von dem einstig verbündeten Enzo Villa gezwungen wird, seinen Partner Ciro „der Unsterbliche“ Di Marzio zu töten. Während Ciros Körper im dunklen Wasser des Golfs von Neapel versinkt, wird in Rückblenden Ciros Vergangenheit durchleuchtet: Durch ein Erdbeben in Irpinien verliert der junge Ciro im Jahr 1980 seine Eltern, wächst im Waisenhaus auf und gerät auf den Straßen von Neapel „auf die schiefe Bahn“.
Die zweite Zeitlinie zeigt, wie Ciro in der Gegenwart, nachdem er den Anschlag auf sein Leben überlebte, in Lettland mit seinem Mentor Bruno aus Kindertagen neuen Geschäften nachgeht, die ihn in Konflikte mit einem örtlichen Boss der russischen Mafia geraten lassen.

## Entwicklung
Nicola Maccanico, Geschäftsführer von Vision Distribution sowie Vize-Programmchef von Sky Italia, bestätigte im September des Jahres 2018, dass ein von Cattleya produzierter Prequel-Film zur Serie Gomorrha mit Marco D’Amore in der Hauptrolle entstehen und Ende des Jahres 2019 erscheinen wird. Neben Cattleya waren die Firmen Beta Film und ITV Studios an der Produktion beteiligt.
Die Dreharbeiten, die zur Mitte des Sommers 2019 beendet wurden, fanden in Neapel (Italien) und in Riga (Lettland) statt.
Ein erster Veröffentlichungstermin, datiert auf den 12. Dezember 2019, wurde im August des Jahres 2019 bekanntgegeben, wobei dieser im Oktober auf den 5. Dezember 2019 vorgezogen wurde.
Durch Vision Distribution erfolgte die Premiere des Films in den italienischen Kinos. International wurde der Film im Jahr 2020 durch das Unternehmen Beta Film veröffentlicht. In Deutschland erscheint der Film ab dem 23. Dezember 2021 direkt per VoD auf Sky Atlantic.

## Wiederkehrende Figuren

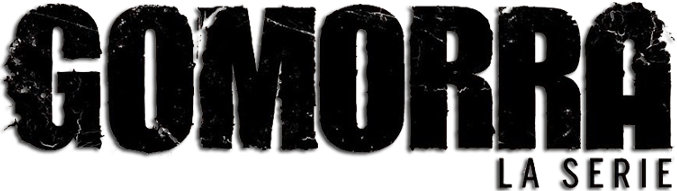
Logo der Serie Gomorra

Typisch für ein Spin-off, finden neben neu eingeführten Figuren auch bereits bekannte Charaktere aus der Serie Gomorrha ihren Weg in den Film.
Ciro „der unsterbliche“ Di MarzioCiro, bereits in der Serie von Marco D’Amore gespielt, ist ein einstiger Boss eines fiktiven Camorra-Clans aus Secondigliano und wird in The Immortal erneut durch D’Amore- und während seiner jungen Jahre von Giuseppe Aiello verkörpert.
Aniello PastoreDer einflussreiche Drogenhändler, der bereits in der Serie oftmals im geschäftlichen Interesse als Friedensvermittler fungierte, wird im Film erneut von Nello Mascia dargestellt.
Gennaro „Genny“ SavastanoGenny, der Sohn und Nachfolger des verstorbenen Camorra-Bosses Pietro „Don piè“ Savastano, wird wie bereits in der Serie von Salvatore Esposito gespielt.